# Broken Commandments
Pour plus de détails, voir Fiche technique et Distribution.
Broken Commandments est un film muet américain, réalisé par Frank Beal, sorti en 1919.

## Synopsis
Nella Banard, qui habite seule dans les Redwoods, donne asile à deux prisonniers évadés, "Sporting Chance" Austin et Berger. Austin jette Berger dehors après qu'il a fait des avances à Nella, mais il n'est pas long à perdre lui-même contrôle et à lui faire l'amour. Alors que, repentant, il est en train de chercher un pasteur pour les marier, il est capturé et mis en prison. Nella, ignorant son arrestation, mais qui est tombée amoureuse de lui, découvre qu'elle est enceinte. Pour donner une protection à son enfant, elle se marie au romancier John Radd, un ami de la famille qui était attiré par elle.
Après trois ans de bonheur, Radd visite la prison à la recherche d'une idée de roman. Il rencontre Austin et, intrigué par son histoire, l'invite chez lui lorsqu'il est libéré. Lorsqu'Austin arrive, Nella leur apprend la vérité en ce qui concerne l'enfant. Radd offre de divorcer, mais Austin suggère qu'il joue cela aux dés. Austin perd et s'en va, après quoi Radd découvre que les dés étaient pipés.

## Fiche technique
- Titre original : Broken Commandments
- Réalisation : Frank Beal
- Scénario : Ruth Ann Baldwin
- Photographie : Friend F. Baker
- Société de production : Fox Film Corporation
- Société de distribution : Fox Film Corporation
- Pays d’origine :  États-Unis
- Langue : anglais
- Format : Noir et blanc - 35 mm - 1,37:1 - Muet
- Genre : drame
- Durée : 5 bobines
- Dates de sortie :  États-Unis : 14 septembre 1919

## Distribution
- Gladys Brockwell : Nella Banard
- William Scott : "Sporting Chance" Austin
- Thomas Santschi : John Radd
- G. Raymond Nye : Berger
- Spottiswoode Aitken : M. Banard
- Margaret McWade : Mme Banard
- Lule Warrenton : Hannah, la bonne